# Marjorie Boulton
Marjorie Boulton (* 7. Mai 1924 in Teddington, London; † 30. August 2017) war eine britische Literaturwissenschaftlerin und Schriftstellerin, die in Englisch und Esperanto publizierte. Sie gilt als bedeutende Esperanto-Poetin und -Dramatikerin.

## Leben
Nach dem Besuch staatlicher Schulen erhielt Boulton Stipendien und studierte am Somerville College der Oxford University Anglistik. Im Jahr 1944 wurde ihr das Diplom eines Bachelors of arts, 1947 eines Masters of arts und 1948 eines Bachelors of Letters verliehen. Sie arbeitete anfangs als Lehrerin, dann in der Lehrerbildung und von 1962 bis 1970 als Direktorin des Charlotte Mason Colleges für angehende Lehrerinnen in Ambleside (damals in Westmorland, heute in Cumbria in Nordwest-England). Seit 1970 lebte sie von ihrer publizistischen Tätigkeit. In englischer Sprache verfasste sie vorwiegend literaturwissenschaftliche Arbeiten, während sie Poesie und Prosa zumeist auf Esperanto schrieb. 1976 promovierte sie an der Universität Oxford mit einer Dissertation über den Schriftsteller Charles Reade.

## Literarisches Schaffen
„Ihre Esperanto-Werke umfassen alle literarischen Gattungen, von der Lyrik und der Prosa-Erzählung bis zum Drama und den Essays. Marjorie Boulton hat nicht nur ein bewundernswertes Talent, die Formen zu finden, sondern auch eine Intensität, Eindringlichkeit und Aufrichtigkeit, eine einzigartig mutige, humanistische Wärme“ erklärt das Lexikon der Esperanto-Schriftsteller.
Ihren ersten Gedichtband in englischer Sprache Preliminaries veröffentlichte sie 1949. Im selben Jahr lernte sie Esperanto. Ihr erstes Gedicht in dieser Sprache Marborda ŝtono (Stein am Meeresufer) erschien 1951 in der Zeitschrift Esperanto en Skotlando, Boultons erster Gedichtband auf Esperanto Kontralte (Mit Altstimme) erschien 1955. Der Esperanto-Poet William Auld schreibt im Vorwort: „Der hervorstechendste Charakterzug ihres Werkes ist seine Weiblichkeit. Die Welt wartet noch auf ihre erste wirklich grandiose Poetin.“ Er „prognostiziert für Marjorie Boulton genau jene herausragende Position, gleichberechtigt mit den männlichen, in der Weltliteratur“ lesen wir in der Geschichte der Esperanto-Literatur. Es folgten weitere Gedichtbände. Die Geschichte der Esperanto-Literatur spricht von einer „poetischen Explosion“ zwischen 1951 und 1960 und hält fest: „Im Gegensatz zu Auld, Kalocsay , Miĥalski, ist die absolute Mehrzahl der poetischen Werke Boultons regelmäßig nach vollkommen klassischen Strophenstrukturen gereimt.“ Ihr Gedichtband Eroj enthält „ihre Philosophie von der Menschheit und vom Individuum.“ Schon 1952 hatte Boulton in den Belartaj Konkursoj (Wettbewerb der schönen Künste) des Esperanto-Weltbundes (Universala Esperanto-Asocio, UEA) einen Preis für ein Theaterstück erhalten. Im Jahre 1959 gab sie die Sammlung von Theaterstücken Virino ĉe la landlimo (Eine Frau an der Landesgrenze) heraus. Als ihr bestes Theaterstück nennt die Geschichte der Esperanto-Literatur Ĉe l’ akvo de forgeso, ein Stück im Stil des griechischen Dramas über die Unsterblichkeit der Liebe.
Boulton verfasste wissenschaftlich fundierte und emotional ansprechende Biografien des Erfinders des Esperanto, Ludwik Lejzer Zamenhof (1959 in Englisch, 1962 in Esperanto) und des bedeutenden ungarischen Esperanto-Poeten Julio Baghy (Poeto fajrokora, Ein Poet mit feurigem Herzen, 1983 in Esperanto).
Eine Sammlung von Erzählungen legte sie 1967 der Öffentlichkeit unter dem Titel Okuloj (Augen) vor.
Weitere belletristische Werke Boultons erschienen in Esperanto-Zeitschriften, Sammelwerken und Festschriften. Sie arbeitete an der englischen und der australischen Anthologie in Esperanto mit.
Speziell für fortgeschrittene Esperanto-Lernende war ihr Lesebuch Faktoj kaj fantazioj gedacht. Das Essay Ne nur leteroj al plum-amikoj bietet eine Einführung in die Esperanto-Literatur.
Ihre Werke wurden in zahlreiche Sprachen übersetzt, so ins Englische, Ungarische, Italienische, Kroatische, Japanische, Litauische, Polnische, Portugiesische, Rumänische, Slowenische, Ukrainische und Vietnamesische.
Der isländische Esperanto-Poet Baldur Ragnarsson würdigte Marjorie Boulton anlässlich der Verleihung mit dem FAME-Kulturpreis 1998 mit diesen Worten: „Schon ihre erste Gedichtsammlung hat das Fenster zur Welt, ein weit geöffnetes Fenster, wo scharfe Beobachtungen Hand in Hand gehen mit einem warmen humanen Mitgefühl. Eine derartige Kombination bezeugen alle ihre Bücher, sogar ihre englischsprachigen Studienbücher, wo Verständnis und Humor immer die objektiv nützlichen Ratschläge begleiten.“

## Engagement in der Esperanto-Bewegung
Boulton war aktives Mitglied des Esperanto-Weltbundes (UEA), des Britischen Esperanto-Bundes und mehrerer Esperanto-Gruppen, dazu UEA-Delegierte. Sie hielt Vorträge, unterrichtete, schrieb Artikel. Sie sprach auf Esperanto-Weltkongressen und den Britischen Esperanto-Kongressen.
Von 1957 bis 1962 war sie Sekretärin der Internationalen Sommeruniversität (ISU), die alljährlich im Rahmen der Esperanto-Weltkongresse stattfand (seit 1981 Internacia Kongresa Universität, Internationale Kongress-Universität, IKU). Von 1961 bis 1967 war sie Sekretärin der Kommission des Esperanto-Weltbundes (UEA) für die internationale Prüfung. 25 Jahre leitete sie die Sommer-Esperanto-Kurse in Barlaston südlich von Stoke-on-Trent. Sie war Vorsitzende der Gesellschaft der britischen Esperanto-Lehrer (1969) und seit 1967 Mitglied der Akademio de Esperanto (50 Jahre). Als Vorsitzende der beiden Esperanto-Organisationen der Katzenfreunde Rondo Kato / Kat-amikaro und ODES fungierte sie seit 1965 mehr als 30 Jahre lang.

## Werke

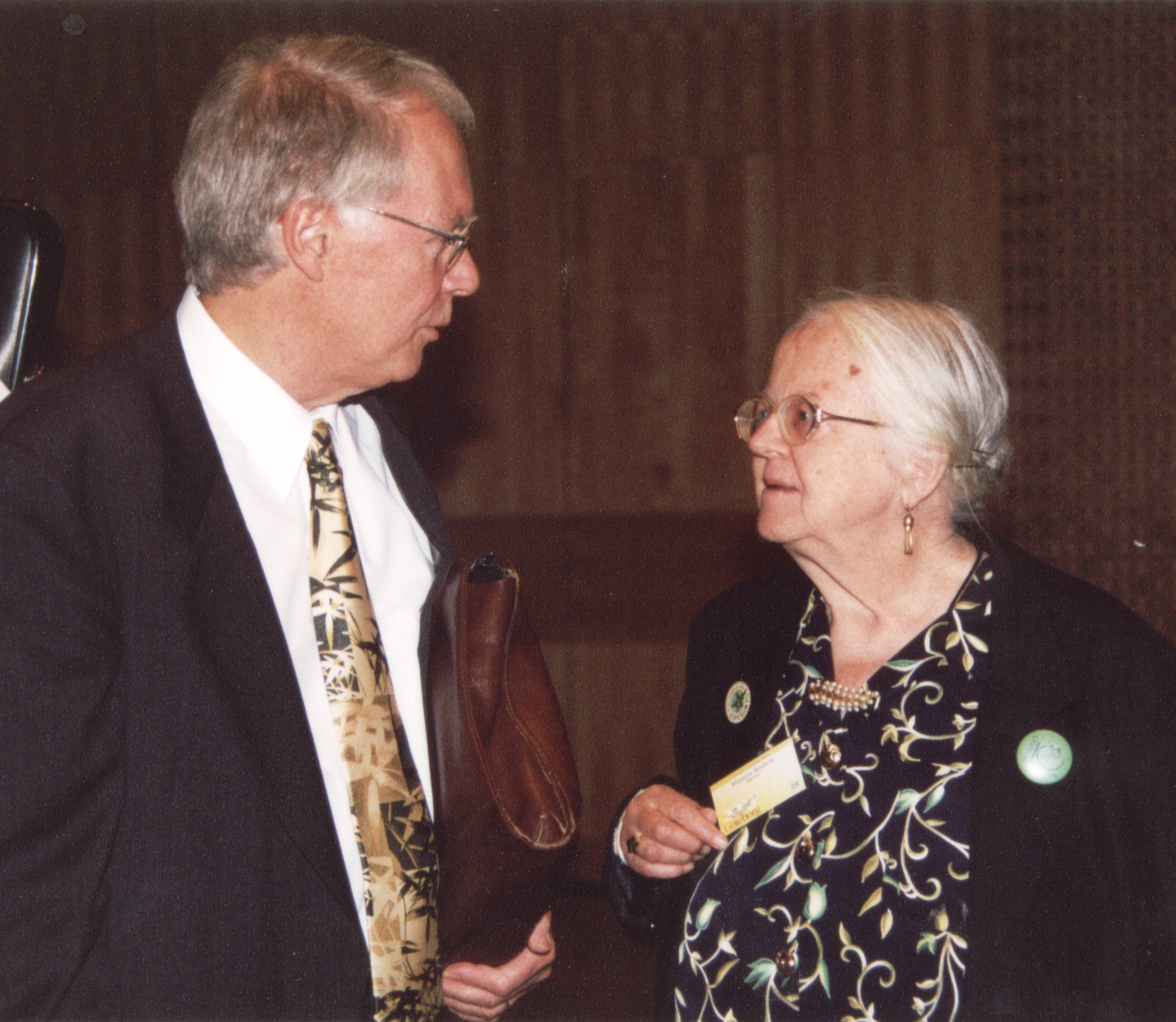
Marjorie Boulton 2003 mit Humphrey Tonkin

### Esperantoschriften

#### Gedichtsammlungen
- Kontralte. J. Regulo (Hrsg.), Stafeto, 1955.
- Kvarpieda kamerado. Taglibro de kelkaj monatoj kun Siama katido. Marjorie Boulton, 1956.
- Cent ĝojkantoj. Marjorie Boulton, 1957.
- Eroj kaj aliaj. J. Regulo (Hrsg.), La laguna, 1959.
- mit William Auld: Rimleteroj korespondaĵoj.  Esperantaj Kajeroj, Band 2, Manchester 1976.
- mit Paul Thorsen: Du el. TK/Stafeto, Antwerpen 1985.
- Unu animo homa. (Zweibändige Ausgabe sämtlicher poetischen Werke). Edmund Grimley Evans, Esperanto-Asocio de Britio, 2022.

#### Theaterstücke
- Virino ĉe la landlimo (1959).
- Nia sango: teatraĵo por ok personoj. Brita Esperantista Asocio, 1970.
- Ni aktoras: tri komedietoj. Dansk Esperanto-Forlag, 2. Auflage, 1971.

#### Biografien
- Zamenhof, aŭtoro de Esperanto.. J. Régulo, La Laguna, 1962.
- Poeto fajrokora: la verkaro de Julio Baghy. Artur E. Iltis, Saarbrücken 1983.

#### Erzählungen
- Dek du piedetoj (1964).
- Okuloj. J. Regulo, La Laguna, 1967.

#### Lesebuch
- Faktoj kaj fantazioj. Legolibro por lernantoj, kiuj finis elementan kurson, fabeloj, mirindaĵoj kaj rakontoj el la tuta mondo. UEA, Rotterdam 1984.

#### Essay
- Ne nur leteroj al plum-amikoj: Esperanta literaturo – fenomeno unika, Eldona Societo Esperanto, Malmö 1984.

### Englischsprachige Schriften

#### Gedichte
- Preliminaries. The Fortune Press, London 1949.

#### Biografie
- Zamenhof, Creator of Esperanto. Routledge & Kegan Paul, 1960.